# Wymysłów (gmina Miechów)
Wymysłów – wieś w Polsce położona w województwie małopolskim, w powiecie miechowskim, w gminie Miechów.
| SIMC    | Nazwa      | Rodzaj    |
| ------- | ---------- | --------- |
| 0251966 | Kolonia    | część wsi |
| 0251972 | Kozłówka   | część wsi |
| 0251989 | Zagawańcze | część wsi |

W latach 1975–1998 miejscowość należała administracyjnie do województwa kieleckiego.